# 270 Park Avenue (2021-presente)
270 Park Avenue, también conocido como JPMorgan Chase Building, es un rascacielos en construcción en el East Side del barrio Midtown de Manhattan en la ciudad de Nueva York. Diseñado por la firma Foster and Partners, se espera que el rascacielos se eleve 423 metros (1,388 pies) cuando esté terminado en 2025.
La torre reemplaza el edificio Union Carbide de 52 pisos, construido en 1960 y demolido en 2021. La antigua estructura era la sede de JPMorgan Chase, que utiliza 383 Madison Avenue hasta que pueda mudarse al nuevo edificio.

## Galería

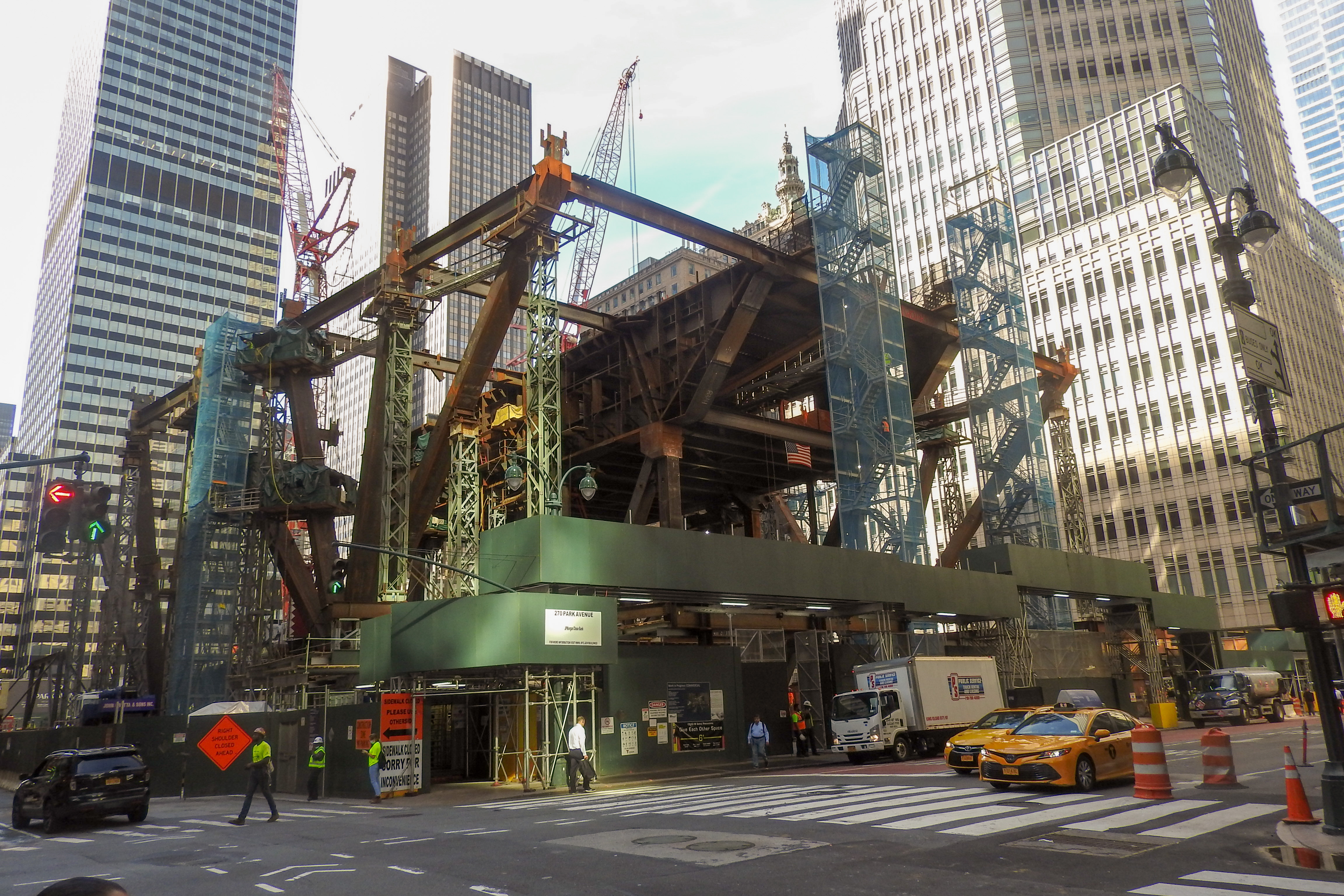
Junio de 2021
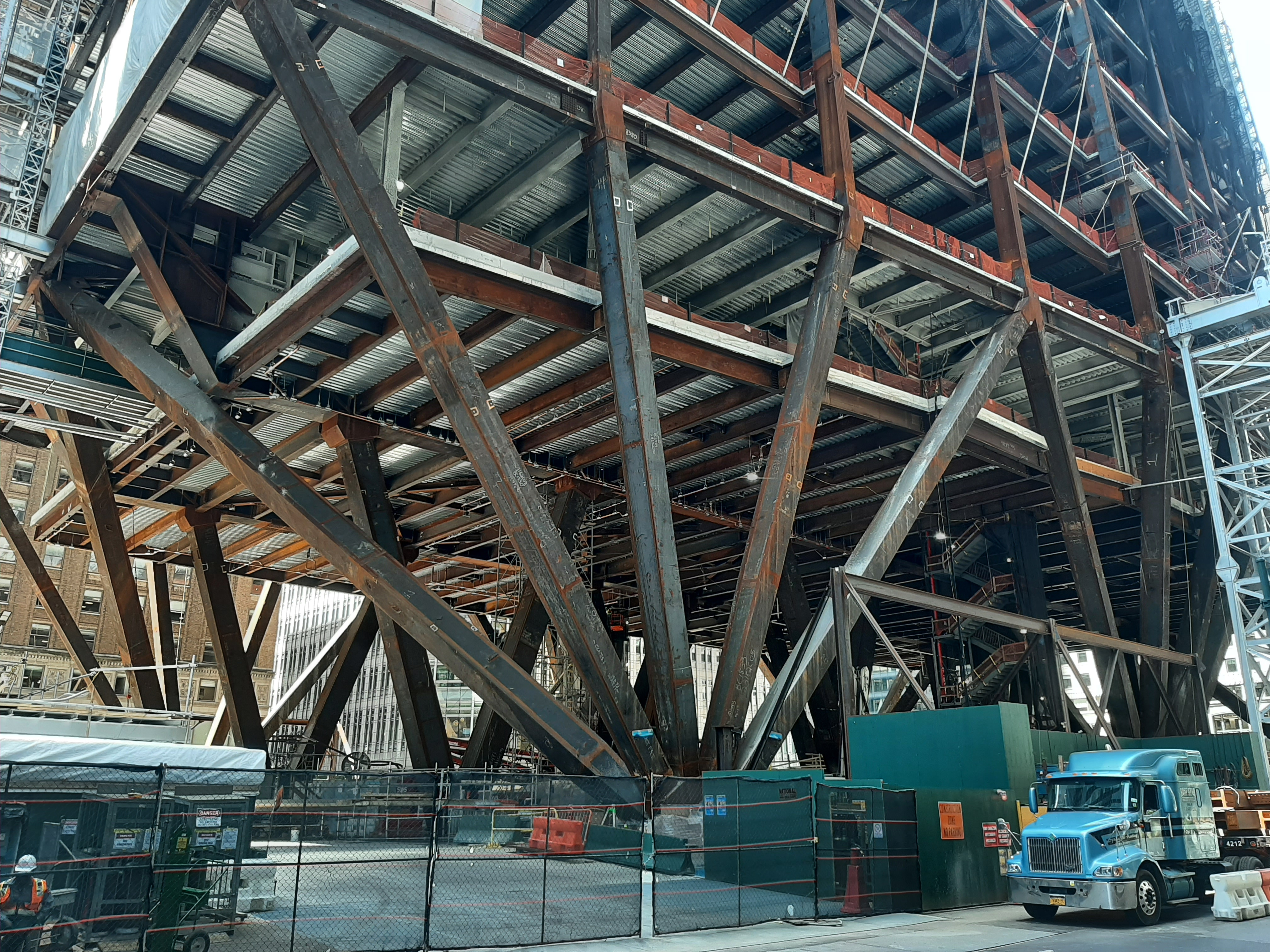
Mayo de 2022
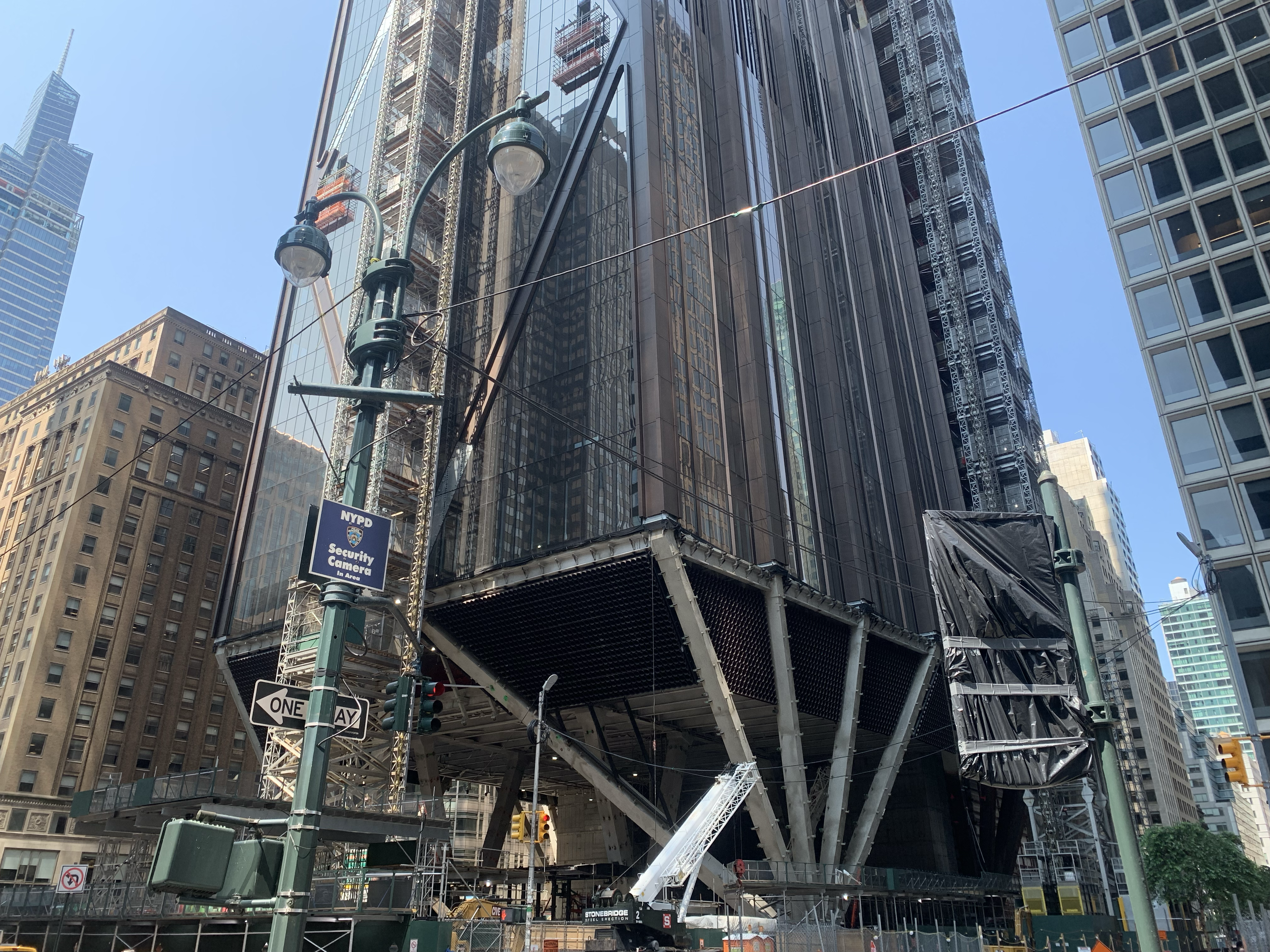
Agosto de 2023
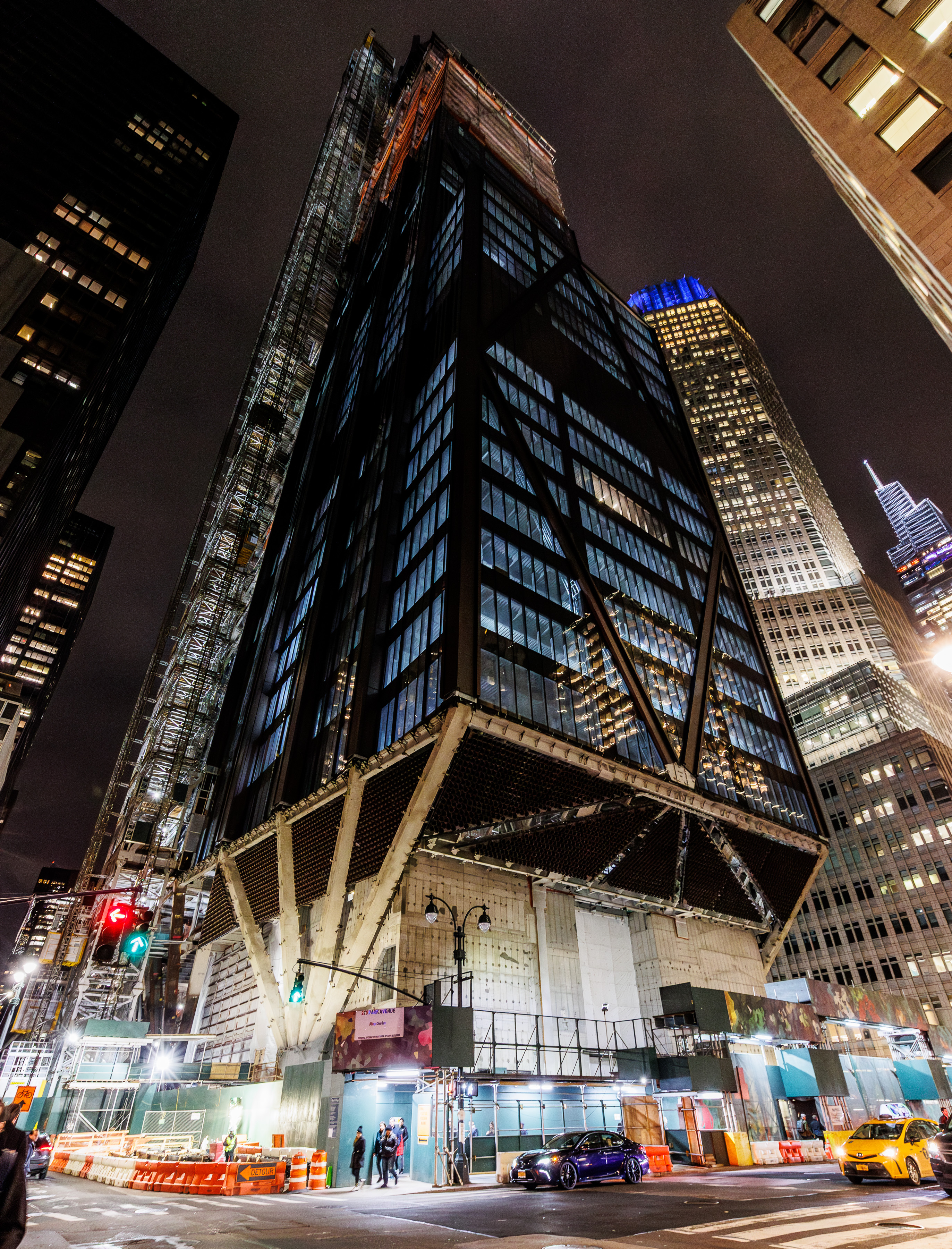
Diciembre de 2023
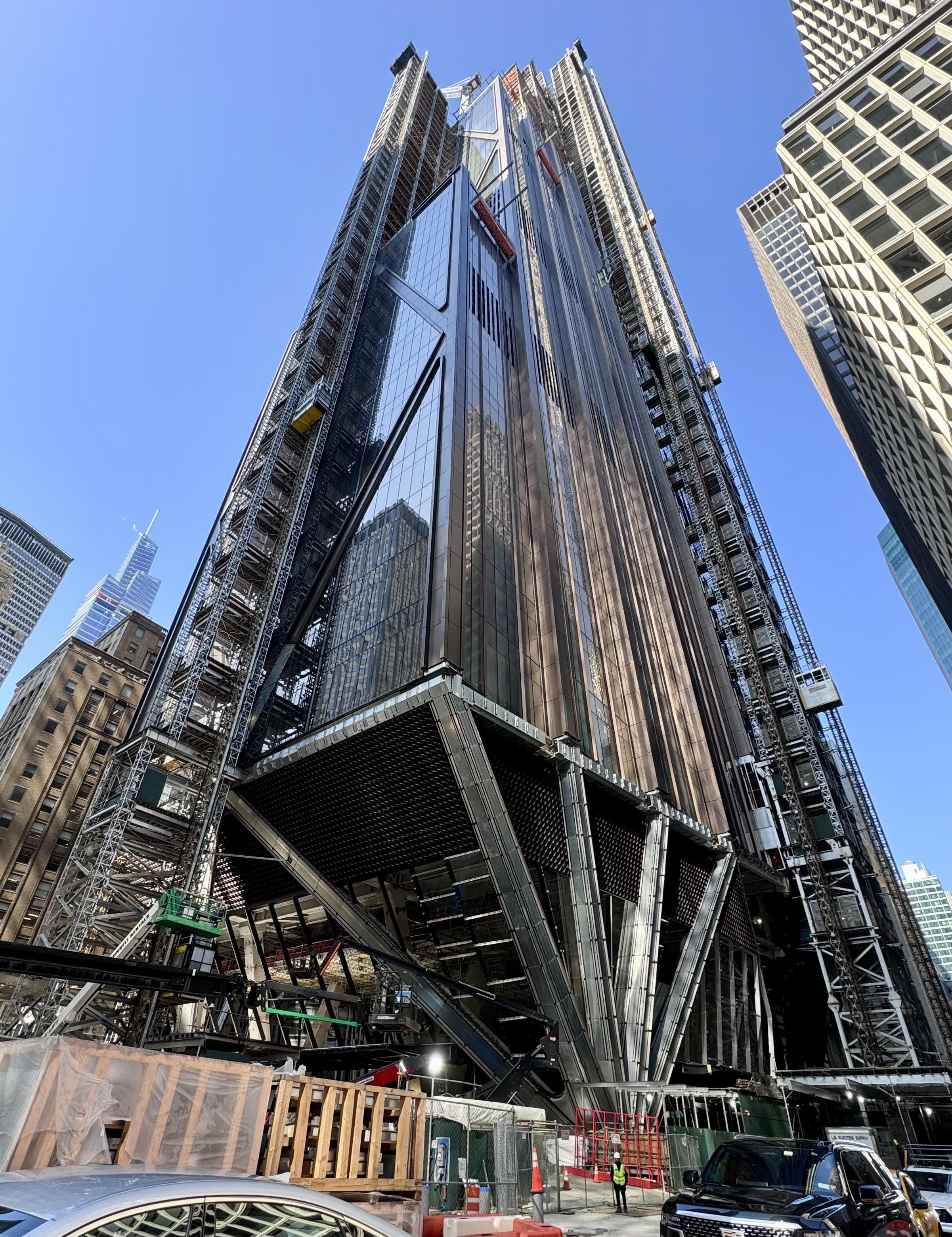
12 de marzo de 2024
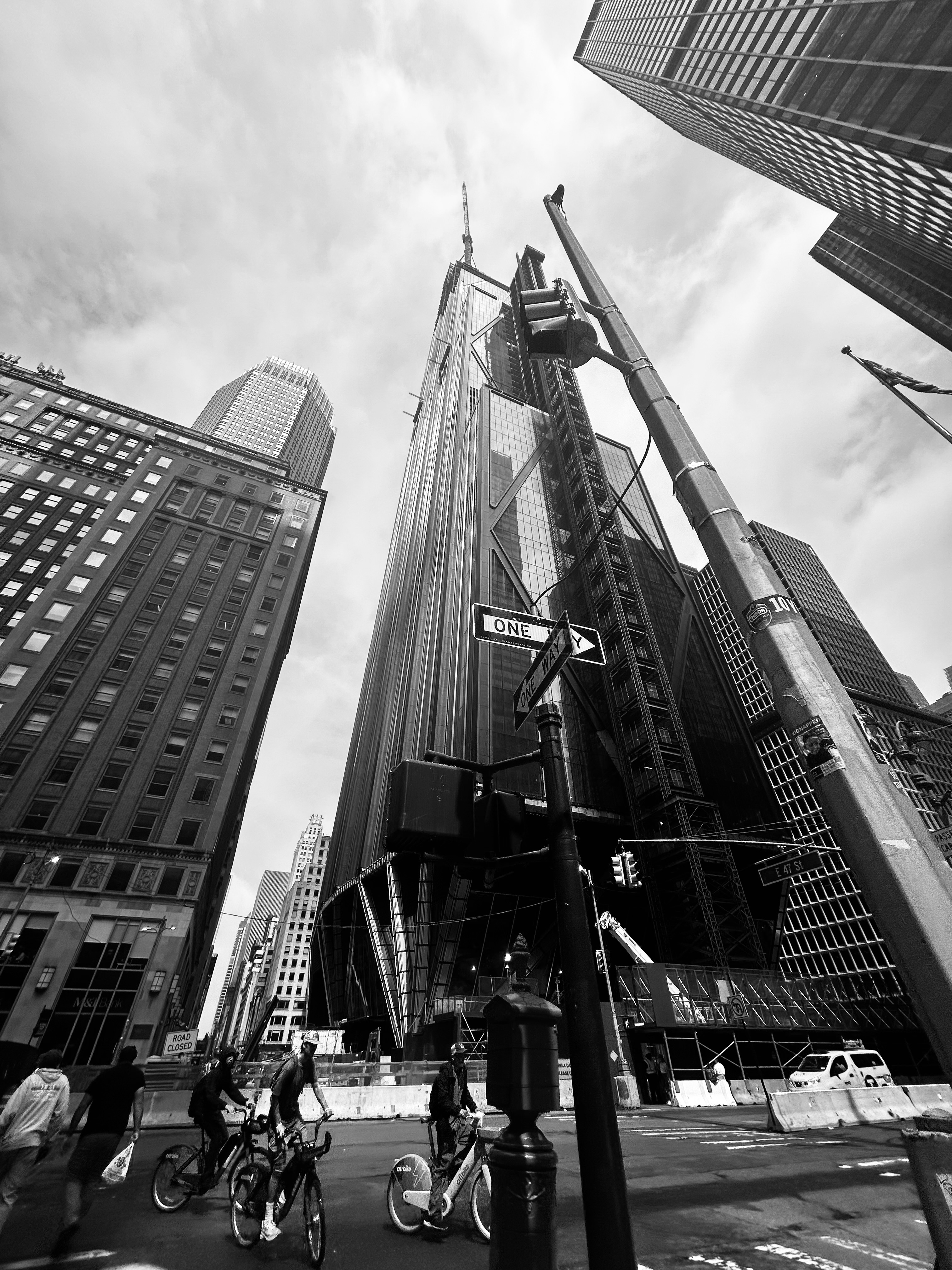
8 de mayo de 2024
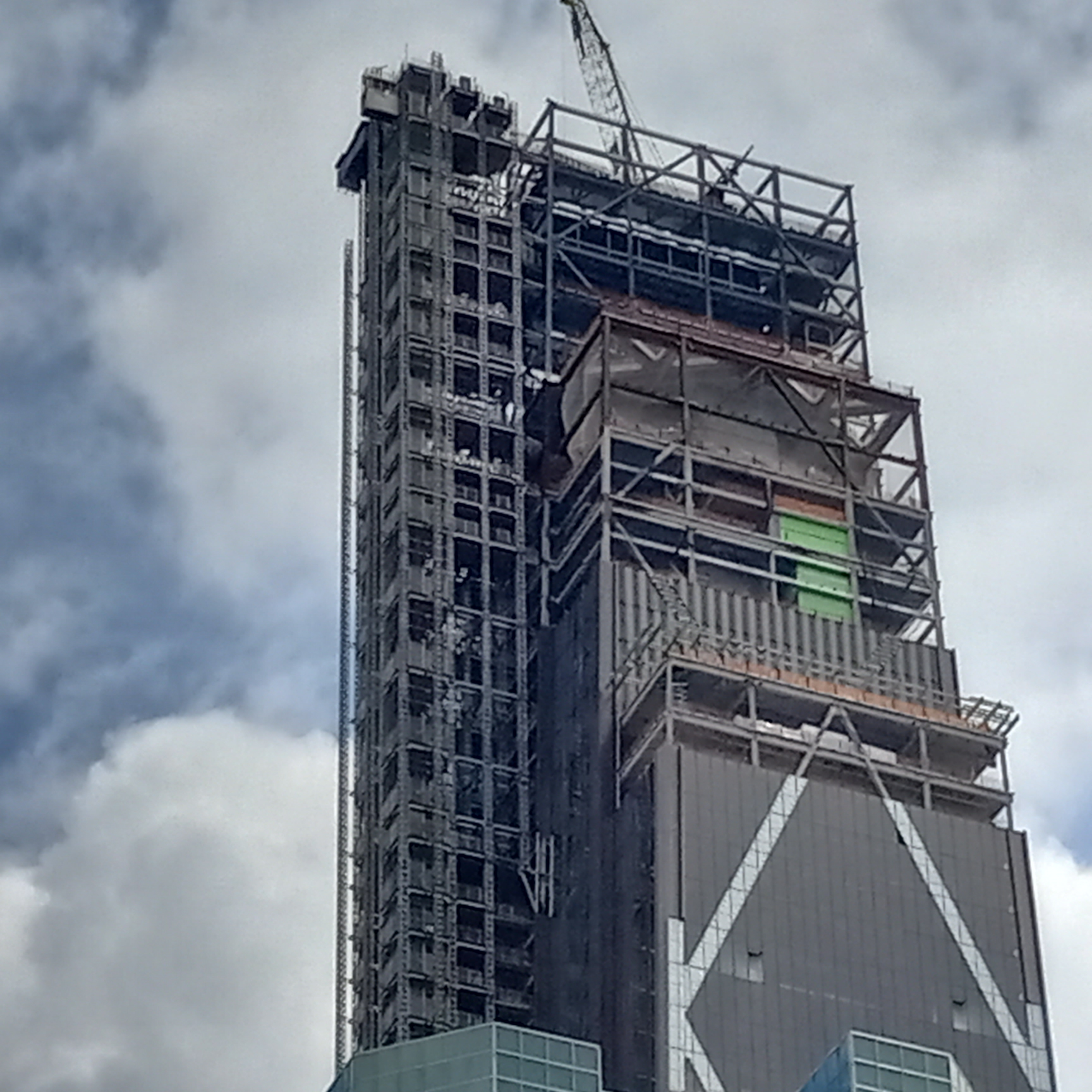
Junio de 2024
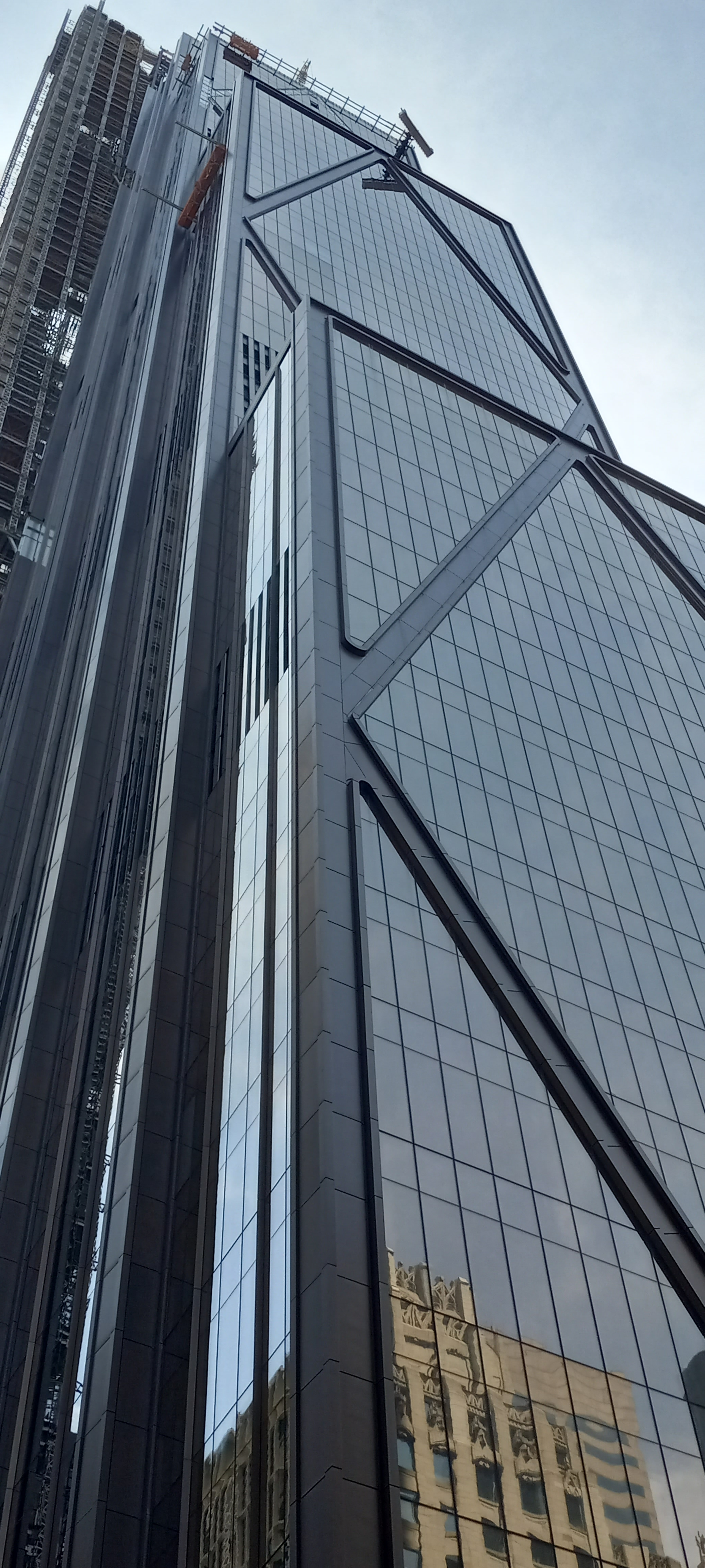
Agosto de 2024
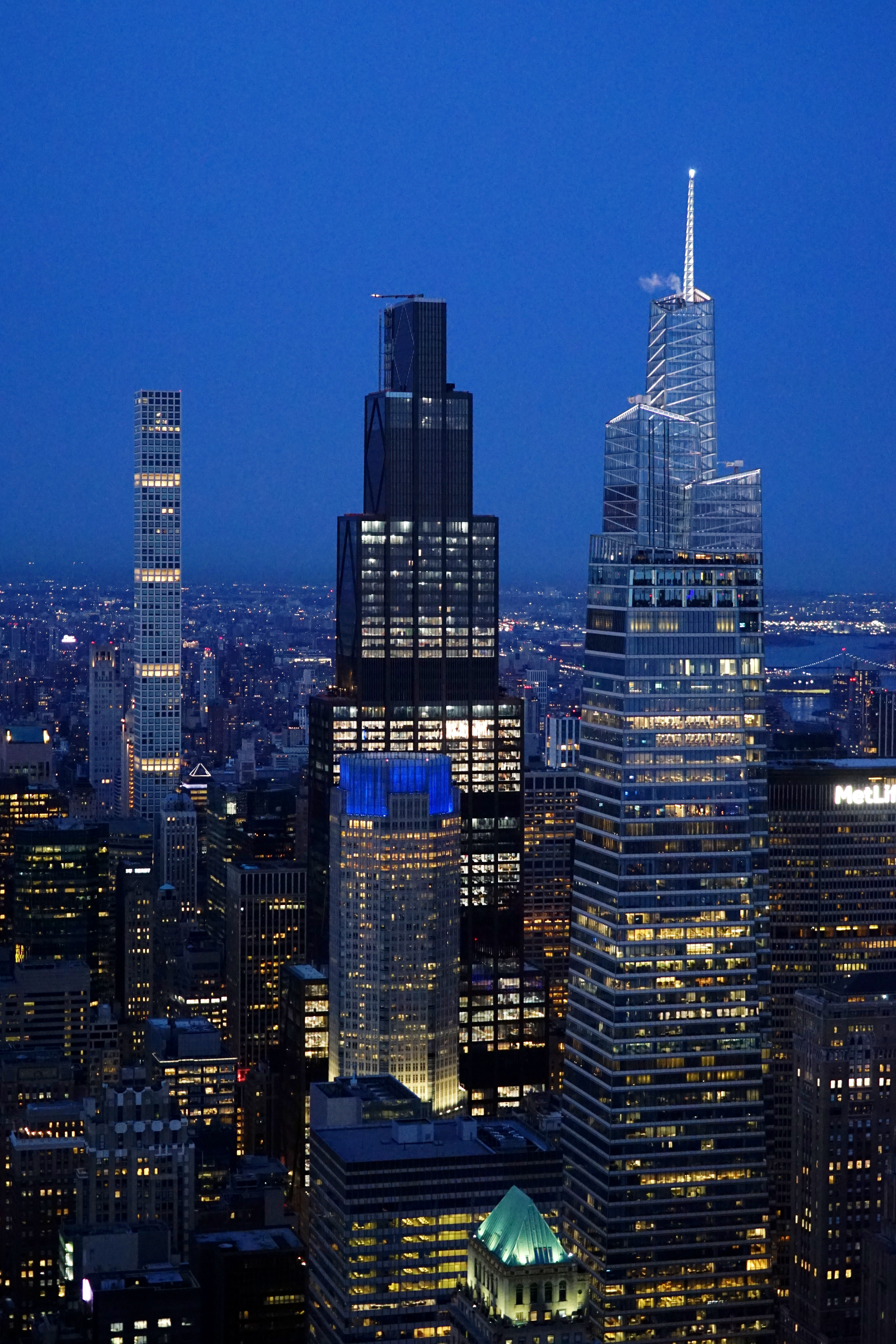
14 de marzo de 2025
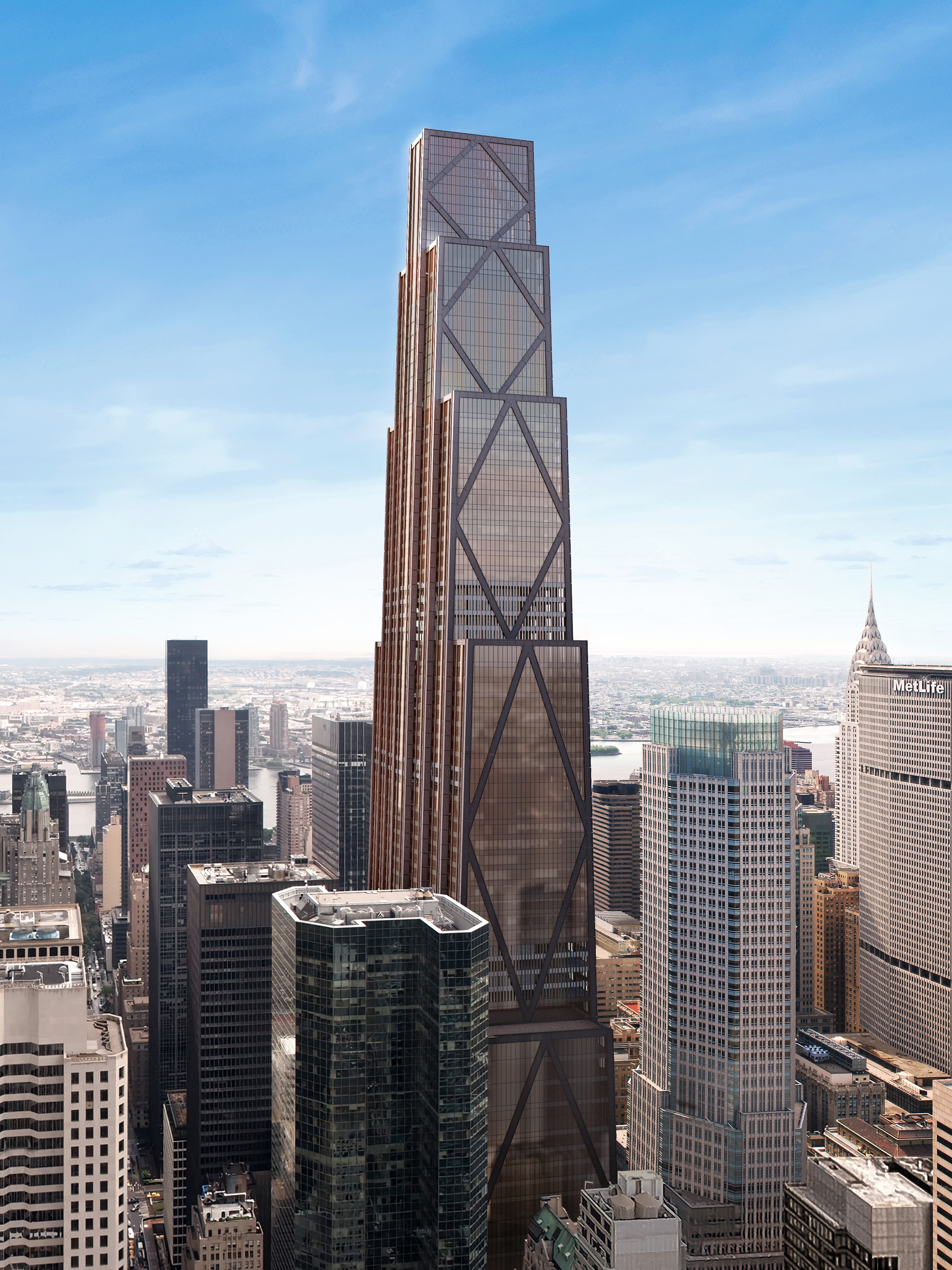
Finales de 2025
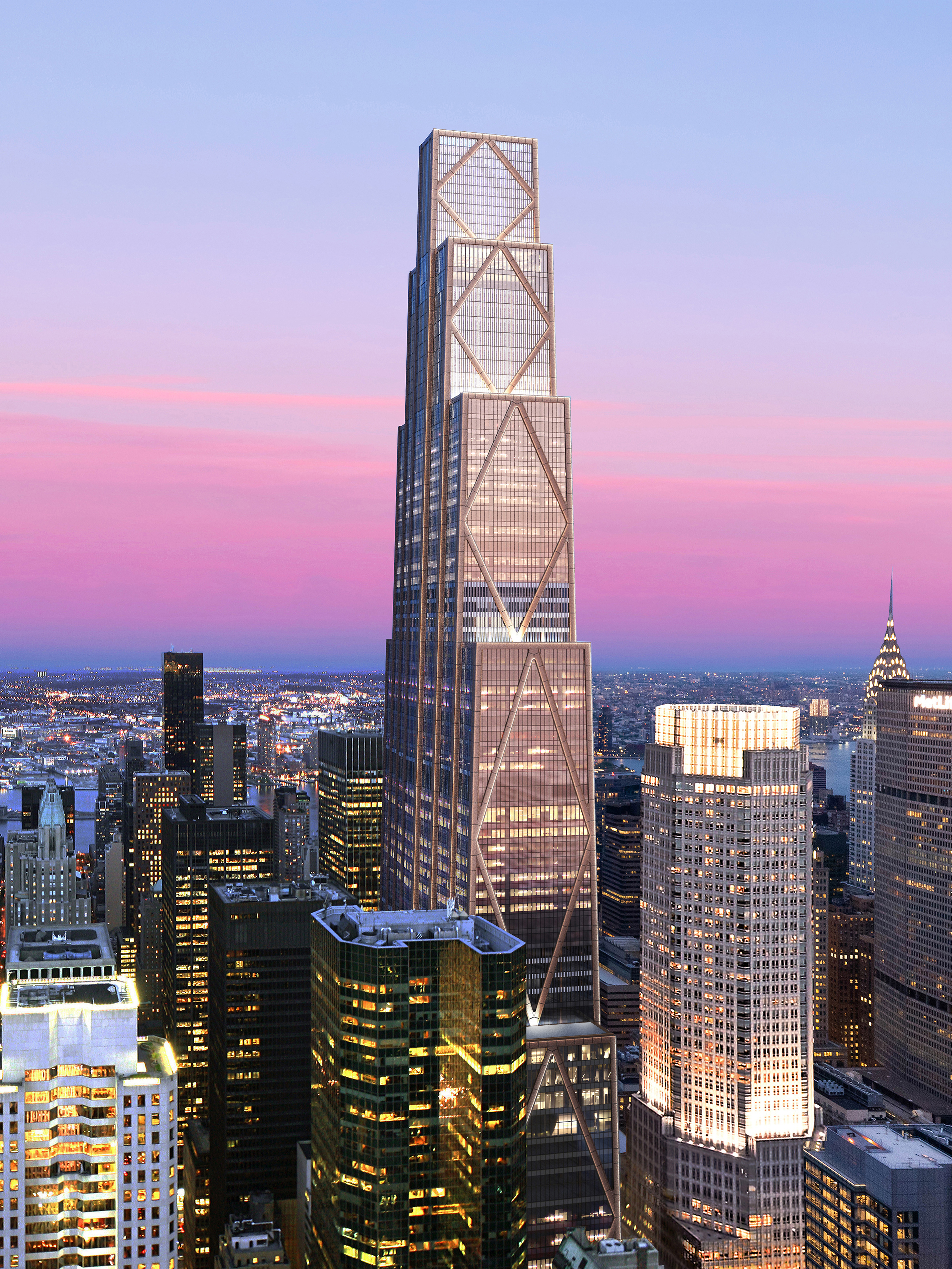
2026